# Los Esquizitos
Los Esquizitos son un grupo musical mexicano que comenzó en la mitad de la década de los años 90. Interpretan los géneros de surf rock, garage rock, rock and roll, y punk. Se formaron por primera vez en la Ciudad de México en el año 1994, y continúan hasta hoy.
Sus composiciones son muy variadas y no necesariamente encajan en uno o varios géneros. Se consideran los padres de muchas otras bandas que se inspiraron a tocar sin el apoyo de los medios de comunicación.

## Biografía
En México, a principios de los 90, Alex Fernández (alumno de Nacho Desorden, nieto del poeta mexicano Ramón López Velarde) acude a una tienda de discos en donde trabajaba Nacho y Üili Damage en la colonia Polanco. La tienda patrocinaba un programa llamado Radio Bestia. Nacho y Üili programaban la olvidada música surf. En 1994, Üili (guitarra) y Nacho (bajo) quienes también frecuentaban el Bar Tutifruti propiedad de la familia de Brisa Vázquez, deciden formar un grupo que sonara a las bandas de surf y rock and roll que difundían por la radio. La formación se completa con Brisa en la batería y Alex en la guitarra, así se fundaron Los Esquizitos.
En enero de 1996, Alex y Brisa dejan la banda y, dos meses más tarde, Nacho y Üili se unen al Reverendo para formar Lost Acapulco. Según cuenta Üili, Alex y Brisa, al ver el éxito que estaba teniendo Lost Acapulco, deciden regresar y reunir a Los Esquizitos. Durante los siguientes años, Nacho y Üili tocan en las dos bandas simultáneamente. En 1998 Los Esquizitos son invitados a ser parte de la primera edición del Festival Internacional Vive Latino junto a El Tri, Molotov, Maldita Vecindad, Café Tacvba, Resorte, Sekta Core, Tijuana No, Kenny y Los Eléctricos y muchos más, considerados ya clásicos del Rock Mexicano.
En 1998 editan su primer álbum "Los Esquizitos", producido por Rogelio Gómez, el cual contiene los tracks "Santo y Lunave", "Espérate cariño" y "Lancha con fondo de cristal" entre otros, volviéndose una banda de culto de inmediato, despertando lo que seria la nueva ola de surf mexicano (el "Neo Surf"). En el documental "Surf o tronar", Brisa narra que no tenían idea de qué poner en la portada y se les ocurrió que Alex se pusiera una máscara del Santo. Con el paso del tiempo, sus seguidores comenzaron a ponerse máscaras de luchadores en las tocadas, creándose así el movimiento underground de surfistas enmascarados; esta tradición sigue vigente hasta la fecha con bandas Surf como Los Straitjackets, Lost Acapulco y Sr. Bikini. No obstante, Los Esquizitos no usan máscaras desde hace mucho tiempo. Posteriormente, Brisa deja la banda y la sustituyen Carlos Icaza en la batería y Mónica Molina en las percusiones.
Más tarde, editan el EP Hágalo usted mismo con canciones en vivo. Rubén Albarrán de Café Tacvba les ayuda a producir un álbum, pero la responsabilidad de llevar la banda a otro nivel más profesional genera tensión entre los miembros, causando la separación de la banda por más de 10 años.
Al pasar el tiempo, la nostalgia por el grupo entre sus seguidores y los propios miembros provoca una pseudo reunión de Los Esquizitos en el Multiforo Alicia y en el restaurante de Nacho en Oaxaca, generando así la integración del grupo de nueva cuenta con su formación original... hasta la fecha. Pocos grupos de los años 90s conservan su formación inicial.
Aunque tienen dos décadas de trayectoria, Los Esquizitos tuvieron que esperar 20 años para lanzar su primer álbum en vinilo. La banda finalmente lanza el EP Por favor, calmantes, el cual fue producido por Hugo Quezada.

## Álbumes
- Los Esquizitos (1998)
- Hágalo usted mismo EP (2001)
- T.Q.S.C.Y. Demos (2009)
- Compilatorio Pandemonium (fans only 2010)
- Tú quieres ser como yo (2011)
- Esa noche (EP 2012)
- Santa... or Astrosanta? (single 2012)
- No chaser (video single 2016)
- Por favor, calmantes (vinil 7" 2017)

## Documental
- https://vimeo.com/47921450